# Scelimena sentiferum
Scelimena sentiferum är en insektsart som först beskrevs av Carl Stål 1877.  Scelimena sentiferum ingår i släktet Scelimena och familjen torngräshoppor. Inga underarter finns listade i Catalogue of Life.